# Гаркави-Ландау, Любовь Вениаминовна
Любовь Вениаминовна Гаркави (первоначально Блюма-Цирл Беньяминовна Гаркави, с 1904 года — Любовь Гаркави, в замужестве — Любовь Вениаминовна Гаркави-Ландау; 8 [20] октября 1877, Бобруйск, Минская губерния — 1941, Ленинград) — советский физиолог и фармаколог.

## Биография
Блюма Вениаминовна Гаркави родилась 8 октября (по старому стилю) 1877 года в Бобруйске, в бедной семье Беньямина и Бейлы Гаркави. Окончила 5 классов женской гимназии в Могилёве, занималась репетиторством.
В октябре 1896 года поступила на медицинский факультет Цюрихского университета, но в августе 1897 года за неимением средств к дальнейшему обучению была вынуждена вернуться в Могилёв. В 1898 году ей удалось получить вид на жительство вне черты оседлости и в сентябре она поступила в Еленинский Императорский клинический повивальный институт, а после его окончания в 1899 году в Женский медицинский институт в Петербурге. Работала сверхштатным сотрудником кафедры физиологии и помощником прозектора этого института, вела частную акушерскую практику.
В 1905 году вышла замуж за инженера Давида Львовича Ландау и поселилась в Баку. На протяжении трёх лет занималась частной практикой в области акушерства и женских болезней в Балаханах, затем работала врачом бакинской Женской гимназии. В 1915—1916 годах была врачом-ординатором в организованном в Баку военном лазарете. С сентября 1916 года — преподаватель естествознания в только что открывшейся Бакинской еврейской гимназии.
В советское время работала акушером-гинекологом в больнице Советского съезда нефтепромышленников, преподавателем физиологии, анатомии и фармакологии на курсах сестёр и красных фельдшеров при Всеобуче и в Военной школе Азербайджанской армии, в бакинской средне-медицинской школе, в Высшем институте народного образования, на рабфаке и в Азсельхозинституте. С весеннего семестра 1920 года работала на кафедре физиологии Азербайджанского государственного университета.
Опубликовала научные труды по экспериментальной фармакологии — о фазовом влиянии дигиталиса на изолированное сердце («Die Phasenwirkung des Digitalis auf das isolierte Herz», 1925), «Об иммунитете жабы к её собственному яду» (1930) и «Краткое руководство по экспериментальной фармакологии» (1927). Будучи научным сотрудником экспериментального отделения лаборатории при кардиологической клинике имени В. И. Ленина в Кисловодске, осуществила ряд исследований по изучению действия доломитного нарзана на распределение сахара по руслу интермедиарного обмена.
После переезда в Ленинград и до конца жизни работала на кафедре физиологии Первого ленинградского медицинского института.

## Семья
- Муж — инженер-нефтяник Давид Львович Ландау (1866—1943), выпускник Могилёвской гимназии 1884 года (с золотой медалью), работал в The Caspian-Black Sea Joint-Stock Company в Балаханах и позже в Баку, а в 1920-е годы — инженером-технологом, управляющим проектным отделом Техбюро «Азнефти»; 15 февраля 1930 года был арестован по делу нефтяников-«вредителей»[11]; опубликовал научные труды, в том числе «Способ тушения горящего нефтяного фонтана» (Вестник общества технологов, СПб, 1913) и «Основной закон поднятия жидкости проходящим током воздуха (газа)» (Журнал Технической Физики, т. 6, вып. 8, 1936)[12][13].
  - Дочь — Софья Давидовна Ландау (1906—1971), была замужем за одним из основателей ЦКТИ (Центральный котло-турбинный институт имени И. И. Ползунова) Зигушем (Сигизмундом Мироновичем) Бродерзоном (1903—1964), братом поэта Мойше (Моисея Мееровича) Бродерзона и видного курортолога, физиотерапевта, доктора медицинских наук Бориса Мироновича Бродерзона (1893—1983)[14][15][16].
    - Внучка — кандидат физико-математических наук Элла Зигелевна Рындина (1933—2014[17]), автор воспоминаний о семье Ландау; работала научным сотрудником в Объединённом институте ядерных исследований в Дубне.

  - Сын — физик-теоретик Лев Давидович Ландау (1908—1968), академик АН СССР, лауреат Нобелевской премии по физике (1962).
- Племянник[18] — писатель, врач и общественный деятель Яков Владимирович Вейншаль[ивр.] (ивр. יעקב וינשל‎, 1891—1980), автор исторических романов на иврите, один из лидеров Союза сионистов-ревизионистов[19]. Литературную деятельность начал в Баку.

## Книги
- Л. В. Гаркави-Ландау. Краткое руководство по экспериментальной фармакологии. Баку, 1927.
- Л. В. Гаркави-Ландау. Руководство к учению рецептуры. Баку, 1928